# هنری راکسبی بنسون
هنری راکسبی بنسون (انگلیسی: Henry Roxby Benson؛ ۱۸۱۸ – ۲۳ ژانویه ۱۸۹۲) فرد نظامی اهل پادشاهی متحد بریتانیای کبیر و ایرلند بود.